# Balada o Narayami (film, 1983)
Balada o Narayami (japonsko 楢山節考, Hepburn Narayama bushikō) je japonski dramski film iz leta 1983, ki ga je režiral in zanj napisal scenarij Šohei Imamura. Temelji na knjigi Narayama bushikō Šičira Fukazave in se zgleduje po istoimenskem filmu Keisukeja Kinošite iz leta 1958. V glavnih vlogah nastopajo Sumiko Sakamoto kot Orin, Ken Ogata in Shoiči Ozava. Zgodba prikazuje revno japonsko vasico ob koncu 19. stoletja, ki po tradiciji ubasute ženske ob dopolnjenih sedemdesetih letih prepusti smrti na sveti gori. 
Film je bil premierno predvajan 29. aprila 1983 v japonskih kinematografih in 7. septembra 1984 v omejenem številu ameriških. Na Filmskem festivalu v Cannesu je osvojil glavno nagrado zlata palma. Osvojil je tudi nagrade japonske filmske akademije za najboljši film, igralca (Ogata) in zvok, nagrado Burū Ribon Shō za najboljšega igralca (Ogata) ter nagrade Hoči za najboljšega igralca (Ogata), stransko igralko (Baišo) in zvok.

## Vloge
- Ken Ogata kot Tacuhei
- Sumiko Sakamoto kot Orin
- Tonpei Hidari kot Risuke
- Aki Takedžo kot Tamajan
- Šoiči Ozava kot Kacuzo
- Fudžio Tokita kot Džinsaku
- Sanšo Šinsui kot Zenija no Matajan
- Seidži Kurasaki kot Kesakiči
- Džunko Takada kot Macujan
- Micuko Baišo kot Oei
- Taidži Tonojama kot Terujan
- Casej Takamine kot Arajašiki
- Nendži Kobajaši kot Cune
- Nidžiko Kijokava kot Okane
- Akio Jokojama kot Amaja